# Karl-Erik Hogeman

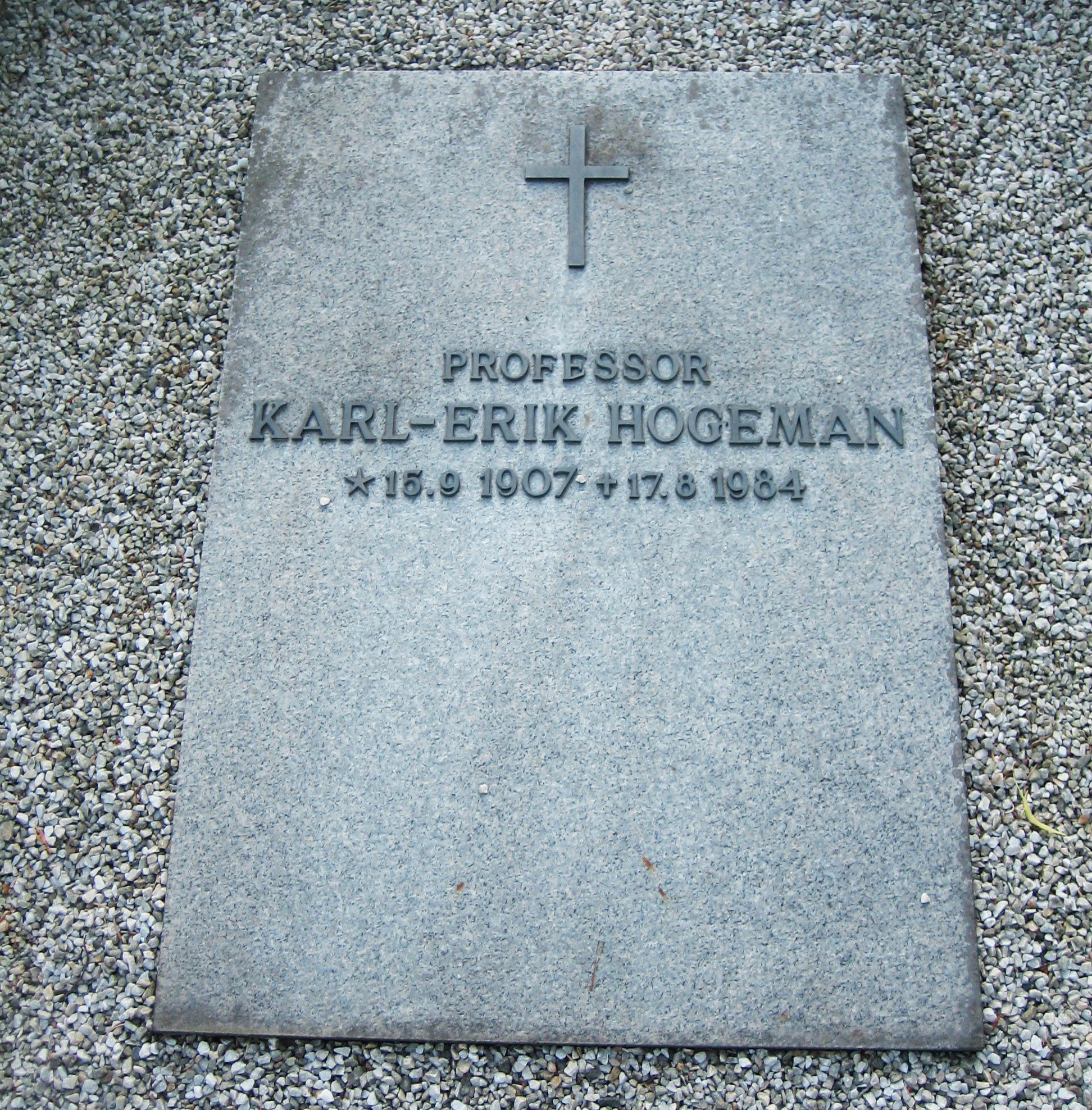
Karl-Erik Hogemans gravsten på S:t Pauli södra kyrkogård i Malmö.

Karl-Erik Hogeman, född 15 september 1907 i Nyhammar i Grangärde socken i Dalarna, död 17 augusti 1984 i Malmö, var en svensk plastikkirurg och professor vid Lunds universitet. 

## Biografi
Hogeman var son till folkskolläraren Carl Larsson (1879–1946) och Lilly Larsson (1880–1962). Från 1936 var han gift med Gertrud Petrén (1909–1978) av lärdoms- och ämbetsmannasläkten Petrén, som var dotter till professor Alfred Petrén.

## Utbildning och karriär
Hogeman blev 1936 medicine licentiat vid Uppsala universitet, avlade 1945 tandläkarexamen, blev 1951 medicine doktor i Stockholm och 1952 docent i plastikkirurgi i Lund. Han tjänstgjorde 1936–1951 på kirurgiska avdelningen på Garnisonssjukhuset i Stockholm, kirurgiska klinikerna vid Akademiska sjukhuset i Uppsala och Centrallasarettet i Örebro, kirurgiska kliniken och plastikkirurgiska avdelningen vid Serafimerlasarettet i Stockholm. Han var från 1952 plastikkirurg vid Malmö allmänna sjukhus, där han 1955 blev överläkare. Han var dessutom elev till grundaren av svensk plastikkirurgi, Allan Ragnell och upprättade 1955 sin egen plastikkirurgiska klinik i Malmö. Han rekryterades till Malmös Plastikkirurgiska klinik av professor Helge Wulff vid Kirurgiska kliniken.
Hogeman grundade 1947 Svensk Plastikkirurgisk förening tillsammans med Allan Ragnell, Karl-Johan Grenabo och Uno Engström.
Hogemans gravvård återfinns på S:t Pauli södra kyrkogård i Malmö.